# Luis Oliver Albesa
Luis Oliver Albesa (Buñuel, Navarra, 1962) es un  empresario y dirigente deportivo navarro.

## Trayectoria deportiva
Su primer aventura en el mundo del fútbol data de 1988 cuando, con 25 años, se presentó a las elecciones a la presidencia del Real Zaragoza que perdería a favor de José Ángel Zalba.
Posteriormente, en el año 1997 llega a presidente del Xerez CD sucediendo a Pedro Pacheco, que era en aquel tiempo el alcalde de Jerez de la Frontera. Deportivamente tuvo una gran actuación en los años que ocupó el cargo de presidente hasta el año 2002, afianzando al equipo como uno de los mejores conjuntos de la Segunda División. Además consiguió un ascenso con el Xerez CD de Segunda División B a la Segunda División e incluso durante la temporada 2001-02, el Xerez estuvo muy cerca de conseguir el ascenso a la Primera División de España, con Bernd Schuster como entrenador. Vendió posteriormente el Club a Gil Silgado que sin embargo, por la precaria situación económica del club, que mantuvo a los jugadores sin cobrar, influyó decisivamente en una caída estrepitosa en las últimas 8 jornadas de Liga, en las que sólo fue capaz de conseguir 4 puntos, desaprovechando un colchón muy importante de puntos con respecto al cuarto clasificado.
Tras la venta del Xerez CD compró el paquete mayoritario de acciones del Cartagonova Fútbol Club, que por entonces militaba en la Segunda División B, al fundador del club Florentino Manzano García. En esta ocasión, Luis Oliver delegó la presidencia a Manuel Feitó, persona de su confianza. En lo deportivo, la temporada 2002-03 fue bastante convulsa con hasta cinco entrenadores diferentes haciéndose cargo del equipo en diversos momentos de la campaña y una posición en la clasificación final más cercana al descenso de categoría que al ansiado ascenso. La situación económica sufrió también un revés con el aumento de la deuda motivada, según Luis Oliver, por el incumplimiento de las promesas del ayuntamiento de Cartagena que provocaron denuncias ante la AFE de los jugadores por impago y que las oficinas llegaran a quedarse sin línea telefónica. Al final de la temporada, el club pasaría a manos de Francisco Gómez Hernández con acusaciones cruzadas entre ambos que acabarían en los tribunales con Luis Oliver acusado de falsedad documental y un delito societario.
En verano del 2010, más concretamente el 7 de julio de 2010, Bitton Sport, grupo empresarial en el que se encuentra Luis Oliver, le compra el paquete accionarial de Farusa a Manuel Ruiz de Lopera, llegando de esta manera a su tercer club, el Real Betis Balompié.  La compra se cierra en 16 millones de euros. En las horas siguientes a la noticia los grupos opositores declaran que esto es una nueva pantomima del señor Ruiz de Lopera. La primera decisión tomada por el grupo de Oliver es la de cesar de su cargo a Iván Larriba, antiguo director de comunicación del Real Betis Balompié, y uno de los máximos defensores del ex accionista mayoritario del club verdiblanco. Posteriormente Luis Oliver entró en el Consejo del Real Betis Balompié, fichando a Pepe Mel como entrenador y a Rubén Castro, Jorge Molina, Salva Sevilla. Cambió el nombre al estadio, que vuelve a ser Benito Villamarín, retira el nombre del Ruiz de Lopera también de la ciudad deportiva redenominándola con el nombre del mítico Luis del Sol, solicita una auditoría y el concurso de acreedores. 
Algunos días después de la llegada de Oliver al Real Betis Balompié, concretamente el 16 de julio de 2010, la juez Mercedes Alaya, de Sevilla, toma medidas cautelares contra Lopera, siendo una de ellas la de paralizar cautelarmente la venta de las acciones.
El 15 de noviembre de 2010, la juez Mercedes Alaya abre diligencias contra Luis Oliver, consejero del Real Betis, por presunta falsedad documental en la compra de sus acciones. En agosto de 2014 la Juez Alaya cambia su acusación contra Luis Oliver, ya no le acusa de falsedad documental, la compra fue legal, le acusa de la compra de "acciones litigiosas". Finalmente, fue condenado a prisión en 2021
Su hijo, Luis Oliver Sierra, también ha estado vinculado al mundo del fútbol donde ha ejercido en diversos cargos de clubes como el Real Betis Balompié, Cordoba CF, Extremadura UD o SD Ejea.

## Trayectoria empresarial
Empresario especializado en la compra de sociedades en situación financiera crítica.
En 1986 fundó junto a su hermano Fernando la empresa Tucri S.A, dedicada a la seguridad privada. La sociedad quedó cancelada por el Consejo de Ministros en 1987 por algunas infracciones, según el Gobierno Civil de Soria. Fue la primera actividad de los Oliver, que continuaron con Tucriservicios S.A., Seguritrans Seguridad S.L. y Pronosa, ubicadas en diversos puntos de la geografía española y que formaban parte del grupo HOA —Hermanos Oliver Albesa—.
Paralelamente, Luis Oliver continuaba su actividad con otro tipo de sociedades. Grúas Canduela, de Santander, fue una de ellas. Posteriormente vendrían otras, como Conducciones Hidráulicas y Carreteras (CHC) o Santa Teresa SL Materiales de Construcción. Aunque a la primera de ellas está vinculada de forma subsidiaria, CHC se declaró en quiebra tras declarar el concurso de acreedores. Algo similar sucedió con la empresa aragonesa Fabrica Española de Grúas Torre, dedicada a la fabricación de grúas pluma bajo el nombre comercial Metalbo, y que con la crisis del mercado inmobiliario acabó en la quiebra. Algo más complejo fue el caso de Santa Teresa SL.
El navarro mientras daba el paso al fútbol gracias a la compra de acciones en diversos clubes. Primero fue el Xerez, donde tuvo numerosos problemas con el entonces alcalde, Pedro Pacheco, que acabaron con la alcaldía de este. Ascendió al equipo a Segunda, fichó a un técnico de renombre como Bernd Schuster y tuvo en plantilla a futbolistas como Güiza.
Tras venderle las acciones a José María Gil Salgado, compró el paquete mayoritario de las acciones del Cartagonova. Oliver tuvo que responder ante la Justicia por un presunto delito societario y otro de falsedad documental.
Justo antes de desembarcar en Heliópolis, Oliver ha sido noticia por otras dos operaciones societarias. La primera fue el interés que mantuvo sobre Viajes Marsans Francia tras la quiebra que sufrió Air Comet, dueña de la agencia.
En las últimas fechas, Oliver ha dirigido la inmobiliaria sevillana Novaindes. Hasta que la compró en septiembre del 2009—por un euro y la asunción de todas las deudas—, gracias a sus relaciones con Manuel Recio, efímero presidente del Sevilla en la famosa Junta de Accionistas en el World Trade Center del año 95, era propiedad del grupo San José. 